# Dead Heat Scramble
Dead Heat Scramble (デッドヒート スクランブル?) es un videojuego de carreras de 1990 desarrollado y publicado por Copya System para Game Boy. Se lanzó en Norteamérica y Japón.

## Jugabilidad
Los jugadores deben elegir entre un buggy, un vehículo arenero y el increíble camión todoterreno. Todas las carreras son estrictamente contrarreloj mientras el conductor navega a través de bloqueos en la carretera y otros conductores que quieren derrotar al jugador. Los diez cursos deben desbloquearse de forma lineal; todas las carreras se desarrollan en un tubo. Existen pocos potenciadores en el juego, incluida la posibilidad de aumentar el impulso de nitro del jugador.
Hay diez etapas en todo el juego. No se imponen sanciones por chocar con los demás conductores. Cada recorrido tiene la forma de un medio tubo.